# Tarenna papyracea
Tarenna papyracea là một loài thực vật có hoa trong họ Thiến thảo. Loài này được Burtt Davy miêu tả khoa học đầu tiên năm 1921.